# Samantha Shelton
Samantha Sky Shelton  (Los Ángeles, California; 15 de noviembre de 1978) es una actriz y cantante estadounidense.

## Primeros años
Samantha Shelton nació en Los Ángeles, California, del director Christopher y Carol Stromme. Ella tiene tres hermanas mayores, Koren, Erin y una que también es actriz Marley Shelton. Samantha estudió actuación mientras asistía a North Carolina School of the Arts y en Los Angeles High School of the Arts.

## Carrera

### Actuación
Su debut fue en la película Hairshirt como camarera, ante varios papeles como invitadas en series de televisión, incluyendo un papel recurrente en Judging Amy. Tuvo un papel secundario en White Oleander como una chica embarazada en cuidado de crianza. En 2003, protagonizó junto a su hermana Marley en la película independiente Moving Alan, y ella desempeñó el papel de mejor amiga en Learning Curves y Shopgirl. También interpretó a una recepcionista en la exitosa película independiente Ellie Parker. Algunas de sus escenas fueron cortadas, pero se puede encontrar en la sección "características especiales" del DVD.
A principios de 2006, terminó el rodaje de la película independiente Marcus, que actualmente está siendo distribuido en festivales de cine y tratando de asegurar un lanzamiento cinematográfico.
En 2006, también actuó en Monarch Cove, una serie de televisión que salió al aire en Lifetime Network.

### Música
De 2001 a 2005, Shelton realizaba un acto de jazz cabaret en If All the Stars Were Pretty Babies con su compañera la actriz Zooey Deschanel.

Ha lanzado tres EP: Are You Kidding Around?, Cranky Moon y Sea Legs.

## Vida personal
Es hermana de la actriz Marley Shelton,que participó en la película Scream 4

## Filmografía
| Año  | Título                | Personaje        | Notas        |
| ---- | --------------------- | ---------------- | ------------ |
| 1998 | Hairshirt             | Waitress #2      |              |
| 2002 | Sorority Boys         | Waitress         |              |
| 2002 | White Oleander        | Yvonne           |              |
| 2003 | Moving Alan           | Emily Manning    |              |
| 2003 | Learning Curves       | Cleo             |              |
| 2005 | Ellie Parker          | Rainbow          |              |
| 2005 | Shopgirl              | Loki             |              |
| 2006 | Marcus                | Kate             |              |
| 2007 | Rise: Blood Hunter    | LA Weekly Editor |              |
| 2009 | Women in Trouble      | Cantante         |              |
| 2009 | The Tip               |                  | Cortometraje |
| 2011 | Maja and Ike          | Maja             | Cortometraje |
| 2011 | Girl Walks Into a Bar |                  |              |
| 2011 | 6 Month Rule          | Melissa          |              |

| Año       | Título                         | Personaje               | Notas                                  |
| --------- | ------------------------------ | ----------------------- | -------------------------------------- |
| 2000      | Freaks and Geeks               | Heidi Henderson         | Episodio: "We've Got Spirit"           |
| 2000-2001 | Judging Amy                    | Evie Martell            | 7 episodios                            |
| 2001      | Gilmore Girls                  | Libby Doty              | Episodio: "Presenting Lorelai Gilmore" |
| 2002      | Roswell                        | Connie Griffin          | Episodio: "Crash"                      |
| 2002      | Charmed                        | Selena                  | Episodio: "Witch Way Now?"             |
| 2002      | Another Pretty Face            | Hairdresser             | Película de televisión                 |
| 2003      | One Tree Hill                  | Reagan                  | Episodio: "Unaired Pilot"              |
| 2003      | CSI: Miami                     | Crystal Sherwood        | Episodio: "Hard Time"                  |
| 2006      | Gilmore Girls                  | Walker                  | Episodio: "Bridesmaids Revisited"      |
| 2006      | Conviction                     | Diane Kastle            | 3 episodios                            |
| 2006      | Monarch Cove                   | Kathy Foster            | 14 episodios                           |
| 2007      | Christmas at Cadillac Jack's   | Billie                  | Película de televisión                 |
| 2008      | House                          | Emmy                    | Episodio: "Let Them Eat Cake"          |
| 2009      | Eleventh Hour                  | Gretchen Morris         | Episodio: "Olfactus"                   |
| 2009      | The Cleaner                    | Jenny                   | Episodio: "The Turtle & The Butterfly" |
| 2009      | Castle                         | Vixen                   | Episodio: "Vampire Weekend"            |
| 2010      | CSI: Crime Scene Investigation | Machine Gun Chick       | Episodio: "Take My Life, Please"       |
| 2011      | Criminal Minds                 | Yolanda                 | Episodio: "With Friends Like These"    |
| 2011      | Bones                          | Antonia 'Toni' Lawrence | Episodio: "The Twist in the Twister"   |